# Rubus myrianthus
Rubus myrianthus är en rosväxtart som beskrevs av John Gilbert Baker. Rubus myrianthus ingår i släktet rubusar, och familjen rosväxter. Inga underarter finns listade i Catalogue of Life.